# Calypso (båt)

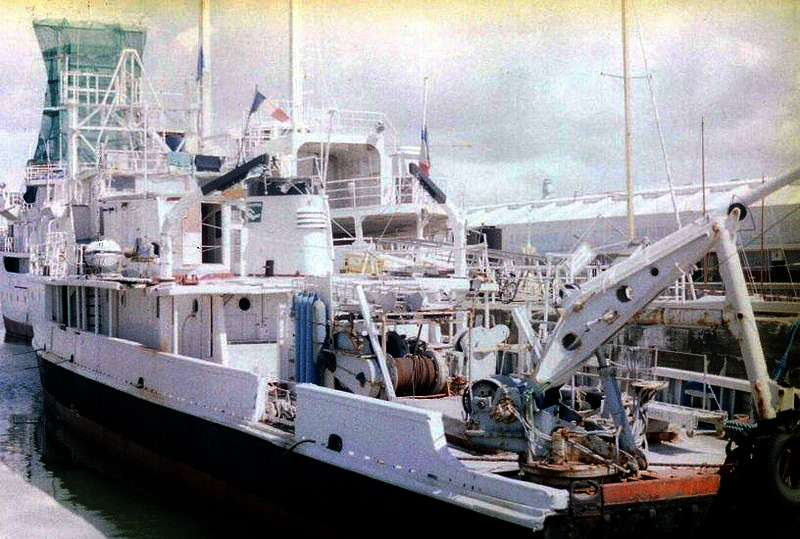
Calypso, 1999.

Calypso är ett fartyg som tjänstgjort som minröjare, färja mellan Malta och Gozo och sedermerara forskningsfartyg då det användes av oceanografen Jacques Cousteau och hans besättning.
Namnet har den fått efter ön Gozo som kallas calypso-ön efter nymfen Kalypso i Homeros verk Odyssén.

## Galleri

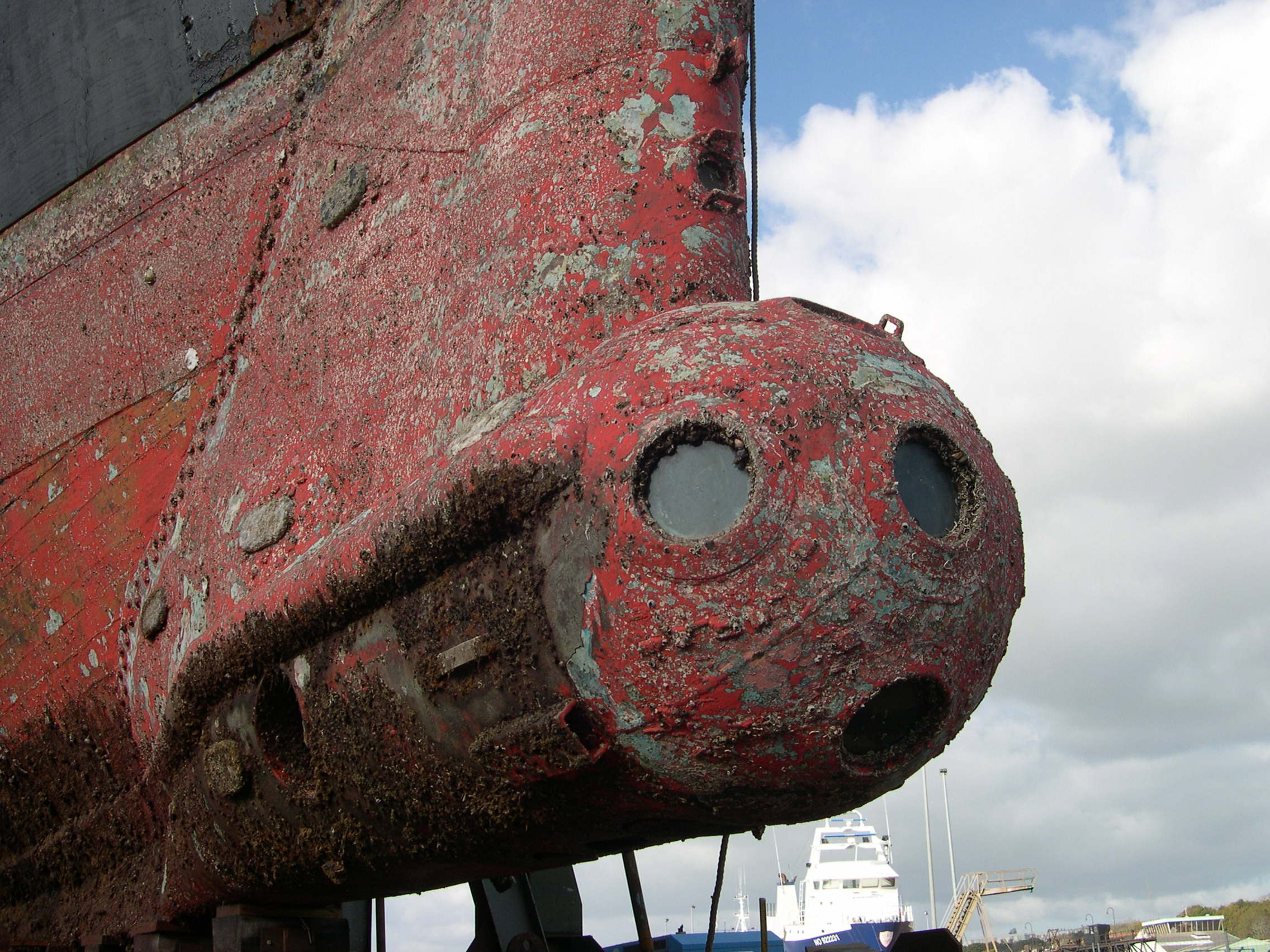
Fönster på Calypsos bulbstäv för observationer under vatten.
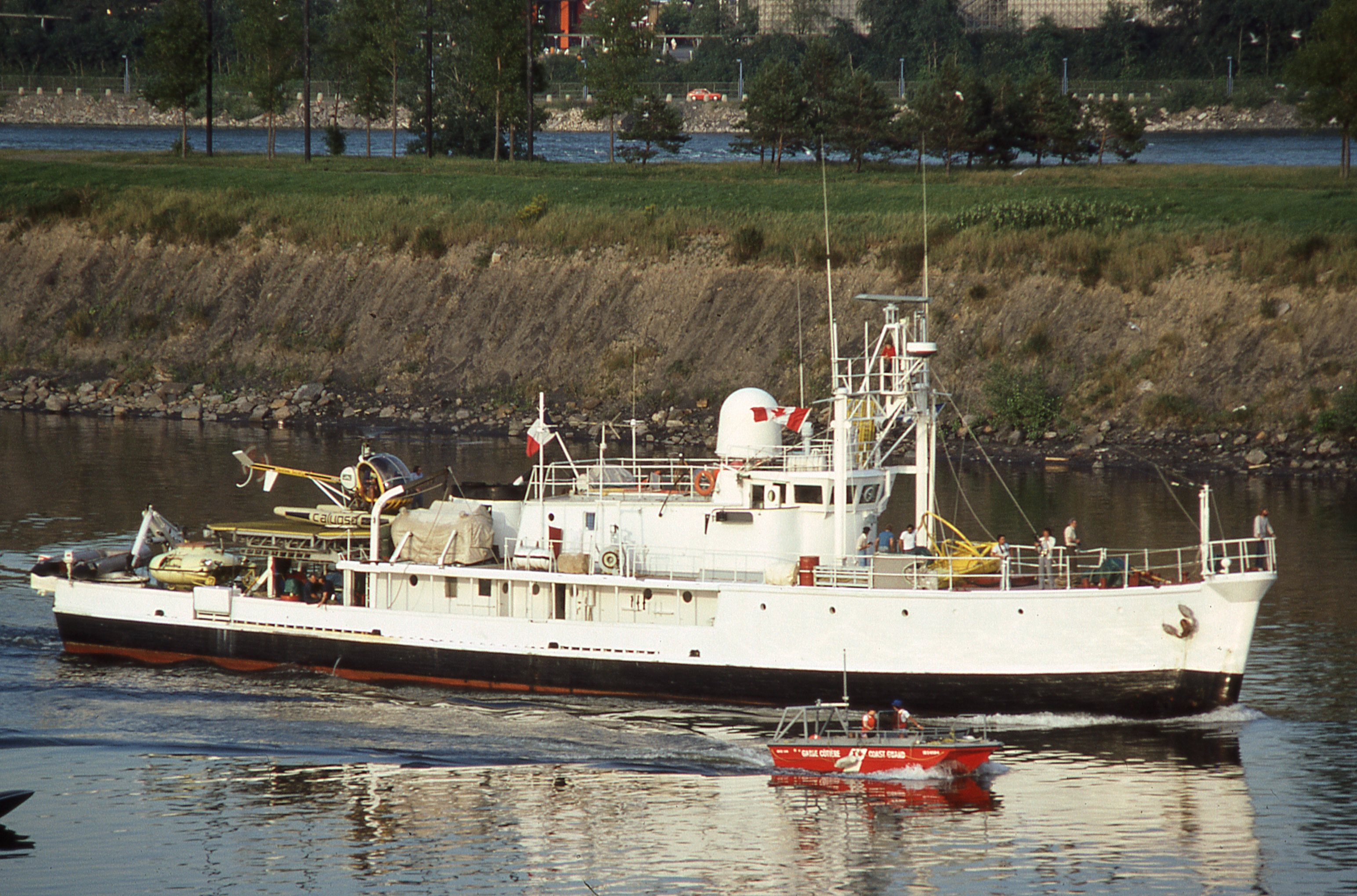
Calypso i Montréal 1980.